# Kem Weber
Karl Emanuel Martin "Kem" Weber (1889-1963) est un designer industriel de mobilier, architecte, directeur artistique et professeur qui a créé plusieurs objets emblématiques de style « paquebot ».

## Biographie
Né Karl Emanuel Martin Weber en 1889, à Berlin (royaume de Prusse), Weber suit initialement des cours d'ébénisterie auprès d'Eduard Schultz à Potsdam avant de s'inscrire à la Kunstgewerbeschule (École des Arts décoratifs) à Berlin en 1908 où il a étudié sous Bruno Paul. Diplômé en 1912, Weber continue à travailler dans le bureau de Paul, après avoir aidé son tuteur dans la conception du pavillon allemand pour l'exposition universelle de 1910 à Bruxelles.
Ce sera la conception d'un deuxième pavillon qui permettra une évolution dans la carrière de Weber. Paul l'envoie en tant qu'assistant à San Francisco, en Californie, pour superviser les travaux du pavillon allemand construit pour l'Exposition internationale Panama-Pacific de 1915. Cependant, avec le début de la première Guerre Mondiale qui fait rage en Europe, il ne peut pas rentrer en Allemagne et la construction du pavillon est suspendue.
Voyant dans l'aventure américaine une belle occasion, Weber reste aux États-Unis après la fin de la guerre, avant de devenir un citoyen américain en 1924. À cet égard, il est un exemple précoce de la migration de plusieurs talents européens vers l'Amérique. Une tendance qui s'est accélérée dans les années 1930 après la hausse du nazisme, et qui entraîna entre autres le survol de l'Atlantique par des créatifs comme Ludwig Mies van der Rohe et Walter Gropius. Weber a franchi une étape supplémentaire dans la construction d'une nouvelle identité dans le Nouveau Monde, en adoptant l'acronyme "Kem", (formé de la combinaison de ses trois initiales).
Il s'installe à Santa Barbara en 1918 où il dispense des cours d'art et où il ouvre un petit atelier. Il travaille également comme architecte sur plusieurs bâtiments (inspirée des architectures maya, égyptienne et minoenne), Weber déménage ensuite à Los Angeles en 1921 et commence à travailler dans le domaine du design industriel et de produits pour lesquels il est peut-être mieux connu. Jusqu'en 1924 il travaille comme directeur artistique pour Barker Brothers, une enseigne de mobilier et de décoration pour lequel il a conçu plusieurs meubles, aménagements d'intérieur et de packaging dans un style moderniste.
Weber établi son propre studio de design industriel indépendant à Hollywood en 1927. Il conçoit à cette période des décors de cinéma. L'inclusion de son travail dans le Exposition Internationale de l'Art dans l'industrie de 1928 confirme sa bonne réputation et il est sollicité pour concevoir de nombreux produits pour une grande variété de sociétés, y compris Widdicomb, Berley & Gay, Friedman Silver et Lawson Time. Beaucoup de ses dessins, tels que l'horloge du bureau de cuivre "Zephyr" (1933), peuvent être classées comme de style « paquebot », qui était un style populaire dans l'architecture contemporaine, ainsi que dans les dessins et modèles industriels de ses contemporains tels que Raymond Loewy.
L'œuvre la plus célèbre de Weber est sans doute la chaise « Airline » de 1934, qui témoigne du style simplifié de l'époque, avec son siège soutenu par un cadre en porte-à-faux. Bien qu'il fût à la fois pratique, élégant et économique à construire et à expédier grâce à un système de meuble en kit, conditionné dans un paquet plat, le produit ne réussit pas à trouver de clients, et la plupart des exemplaires invendus sont finalement mis en vente dans un lot de 300 pièces. Ces chaises seront finalement achetées pour meubler les Walt Disney Studios. Weber est également connu pour avoir été choisi comme architecte principal pour le complexe des Walt Disney Studios de Burbank, en Californie.